# Khawr Karora
Khawr Karora är ett vattendrag i Eritrea, på gränsen till Sudan. Det ligger i den norra delen av landet, 280 km norr om huvudstaden Asmara.